# EMP 44
EMP 44 là loại súng tiểu liên thử nghiệm do Erma Werke phát triển vào năm 1943. Được chế tạo với tiêu chí đơn giản dễ sản xuất để thay cho khẩu MP40 nhưng đã không được đưa vào sản xuất hàng loạt với số lượng lớn vì gặp sự cạnh tranh của khẩu StG 44.

## Phát triển
Việc sử dụng rộng rãi súng tiểu liên trong chiến tranh thế giới thứ hai đã tạo ra yêu cầu mở rộng sản xuất và để làm được điều đó thì cần đơn giản hóa thiết kế việc mà các mẫu lúc đó đã đạt đến giới hạn. Năm 1943 đích thân Adolf Hitler đã đưa ra yêu cầu cho các hãng chế tạo súng về một loại súng có thể thay thế MP40 có thể áp chế đối phương ở khoảng cách 200–300 m. Yêu cầu này không được hợp thời do việc cải tiến súng tiểu liên chỉ được thực hiện trong khoảng năm 1940-1943 do các hãng đang chạy đua trong chương trình chế tạo súng sturmgewehr, sử dụng công nghệ mà mình đang có cho việc tạo ra một loại vũ khí mới, nên chỉ làm theo yêu cầu về súng tiểu liên cho có vì thấy khẩu MP40 vẫn tốt.
Erma Werke đã thực hiện hoàn tất thiết súng tiểu liên mới vào năm 1943 với tiêu chí có thể sử dụng thép dập vốn có thể chế tạo rất nhiều để dùng cho việc sản xuất. Dùng tất cả kinh nghiệm có được từ việc chế tạo cùng các đánh giá của MP38 và MP40, Erma đã chế ra một loại súng tiểu liên vô cùng đơn giản dùng đạn 9mm là EMP 44. Nhưng việc chế tạo hàng loạt đã không được thực hiện do khẩu StG 44 xuất hiện và giành được sự chú ý của quân đội Đức ngay cả khẩu MP40 cũng bị gián đoạn sản xuất để chuyển sang loại súng này. Ngoài ra thiết kế rất lạ của EMP 44 cũng làm cho lực lượng Wehrmacht ngại việc đưa loại súng này vào sử dụng dù loại súng này đáp ứng tiêu chí rẻ và dễ chế tạo.
Thiết kế của loại súng này chỉ được để ý đến khi tình hình trở nên xấu đi cho quân đội Đức vào cuối năm 1944. Yêu cầu một lượng lớn vũ khí rẻ và cần ngay cho lực lượng Volkssturm đã được đưa ra nhưng Erma khi đó không thể chế tạo hàng loạt loại này nếu không dừng dây chuyền MP40 duy nhất đang hoạt động còn lại. Hiện tại số lượng được chế tạo của loại súng này không được rõ.

## Thiết kế
EMP 44 trông giống như được làm bởi hai ống thép hàn vào nhau. Ống tản nhiệt bọc ngoài nòng súng có 4 khe để thông khí và có một bộ phận chống giật ở phía đầu. Bộ cò nằm ở giữa thân súng ngay giữa khe gắn hộp đạn và tay cầm cò súng, tay cầm cò súng cũng là một cái ống rỗng và không đóng ở phía dưới có thể dùng làm điểm tựa để gắn vào giá súng hay phương tiên cơ giới.
Thoi nạp đạn chia làm hai phần, phần ở phía trước khá giống thoi nạp đạn của khẩu MP40 với kim điểm hỏa có thể tháo ra, phần sau là một miếng kim loại hình chữ nhật đặc hoạt động như búa gõ. Súng có một tay cầm chữ I nằm xa ở cuối thân súng có thể tháo ra để thực hiện công việc tháo ráp súng bằng cách ấn thanh lò xo giữ phía trên xuống và bẻ nó qua một bên khoảng 90º. Khe nhả vỏ đạn nằm ở phía bên phải của súng.
Điểm đáng chú ý nhất của loại súng này là nó có hai khe gắn hộp đạn kế bên nhau và có thể chuyển đổi sử dụng cho nhau bằng một cái nút ở phía trước hai khe gắn hộp đạn, khi nhấn cái nút này một miếng che bụi sẽ được đẩy qua lại để che hộp đạn không sử dụng ngăn không cho bụi lọt vào, nút nhả hai hộp đạn cùng lúc nằm ở phía sau hai khe gắn hộp đạn. Thiết kế này làm cho súng mang được nhiều đạn hơn với 32 viên mỗi hộp đạn và tiết kiệm thời gian thay hộp đạn mới so với thiết kế chỉ dùng một hộp đạn, súng có thể dùng hộp đạn tiêu chuẩn của MP40 cùng hộp đạn riêng của loại súng này.